# Benzilpenicilin
Benzilpenicilin znan i kao penicilin G ili prirodni penicilin, je najznačajniji spoj iz skupine beta-laktamskih antibiotika penicilina, kojeg stvara gljiva Penicillium chrysogenum, a u medicini se u obliku soli (kalijevih ili natrijevih) upotrebljava kao antimikrobni lijek.
Benzilpenicilin se u kiselom mediju razgrađuje (kao što je želučani sok), te se u medicini kao lijek, primjenjuje parenteralno (ne oralno).  
Benzilpenicilin je lijek koji se primjenjuje u mnogim patološkim stanjima uzrokovanim bakterijama, ako su uzročnici osjetljivi na njegovo antimikrobno djelovanje. Takva stanja su npr.:
- celulitis uzrokovan osjetljivim bakterijama
- endokarditis uzrokovan osjetljivim bakterijama
- gonoreja
- meningitis uzrokovan osjetljivim bakterijama
- upala pluća uzrokovan osjetljivim bakterijama
- sifilis

Primjena benzilbenicilina može uzrokovati nuspojave, od kojih je najznačajnija anafilaksija, koja može ugoržavati život čovjeka. Od svih spojeva iz skupine penicilina, benzilpenicilin najčešće uzorkuje anafilaktičku reakciju. 